# Quercus kerrii
Quercus kerrii är en bokväxtart som beskrevs av William Grant Craib. Quercus kerrii ingår i släktet ekar, och familjen bokväxter. Inga underarter finns listade.